# Wele Nzas (фрегат)
Wele Nzas — фрегат військово-морських сил Екваторіальної Гвінеї. Корабель було спроектовано в Миколаєві та побудовано в болгарському місті Варна.

## Історія
Спроектований миколаївським державним підприємством «Дослідно-проектний центр кораблебудування» під егідою українсько-британського спільного підприємства Fast Craft Naval Supplies (UK) Limited.
Згідно з даних IHS SeaWeb, корабель був закладений у Варні 21 травня 2012 року і спущений там на воду 26 лютого 2013 року, а потім переведений до Екваторіальної Гвінеї.
3 червня 2014 року у столиці Екваторіальної Гвінеї Малабо відбулася церемонія введення до складу ВМС фрегата F 073 Wele Nzas.
Фрегат Wele Nzas був побудований за проектом SV 02. Зброя та бойові системи значною мірою отримані з України, постачалися та ремонтувалися севастопольською компанією «Імпульс-2», яка аналогічно постачала та монтувала озброєння на інших бойових кораблях Екваторіальної Гвінеї в Малабо. Перехід з Болгарії здійснив під прапором Коморських островів і зареєстрований на панамську компанію-судновласника.